# Lugal

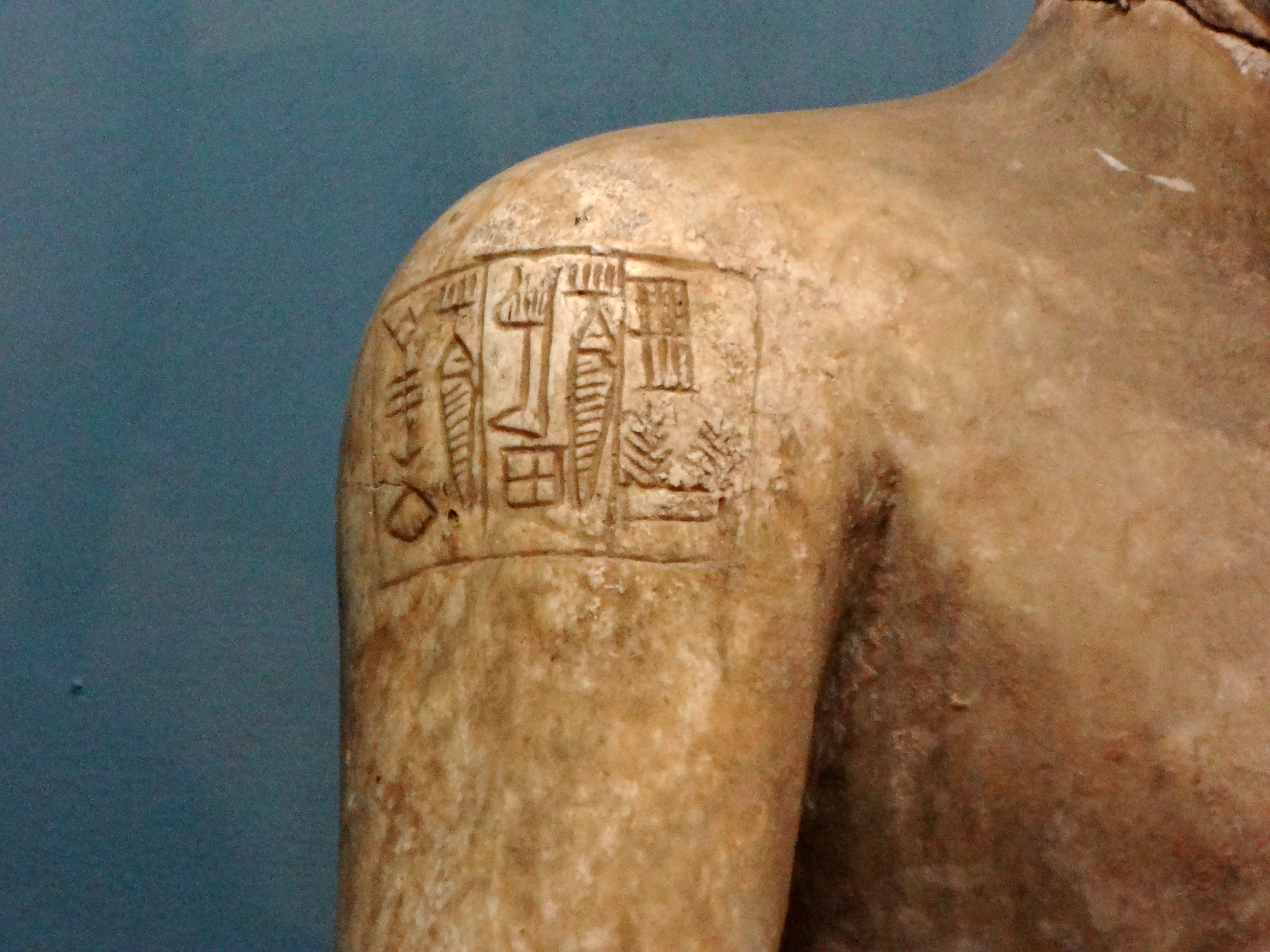
Detalhe da estátua suméria de Lugaldalu, rei de Adabe - conforme declarado na inscrição de cerca de meados do, inscrição incluindo o sinal cuneiforme sumério de lugal.

Lugal (em sumério: 𒈗) é o termo sumério para "rei, governante". Literalmente, o termo significa "grande homem". Em sumério, lu "𒇽" é "homem" e gal "𒃲" é "grande" ou "enorme".
Foi um dos vários títulos sumérios que um governante de uma cidade-estado poderia carregar (ao lado de en e patesi, a diferença exata sendo um assunto de debate). O sinal eventualmente se tornou o logógrafo predominante para "Rei" em geral. Na língua suméria, lugal é usado para significar um proprietário (por exemplo, de um barco ou um campo) ou um chefe (de uma unidade, como uma família).
Como um logógrafo cuneiforme (sumerograma) LUGAL (Unicode: 𒈗, renderizado em neoassírio).

## Cuneiforme

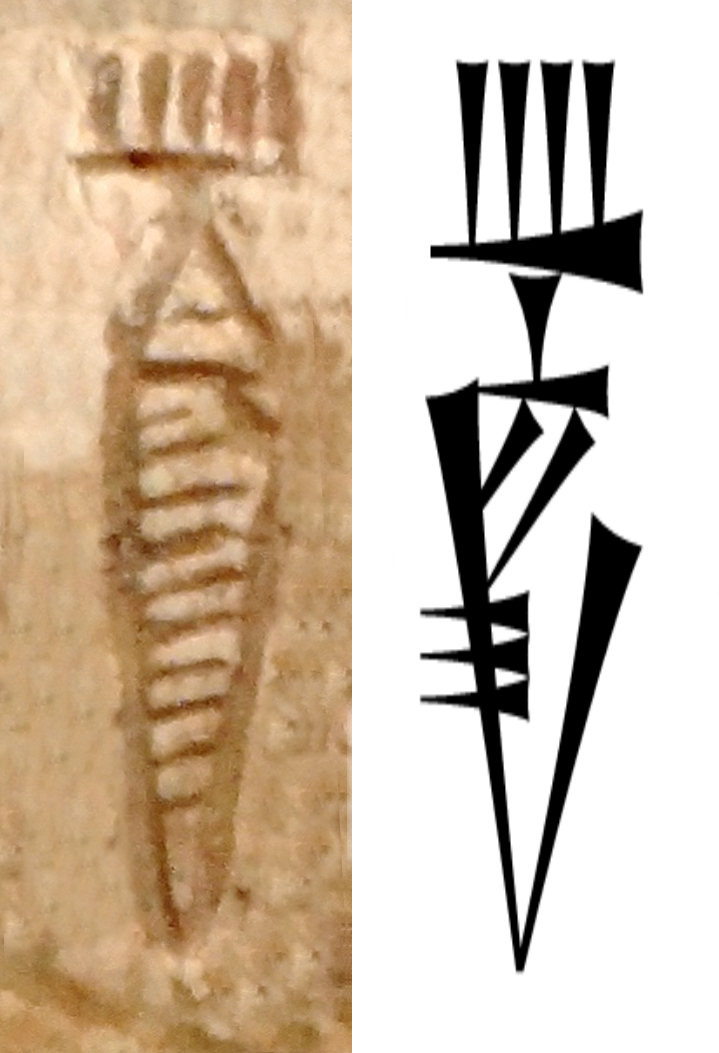
"Lugal" em cuneiforme arcaico e antigo na estátua de Lugaldalu.

O sinal cuneiforme LUGAL 𒈗 (Borger nº 151, Unicode U + 12217) serve como determinante em textos cuneiformes (sumério, acádio e hitita), indicando que a palavra seguinte é o nome de um rei. Na ortografia acadiana, também pode ser um silabograma šàr, acrofonicamente baseado no acádio para "rei", šarrum.

## Lugal,enepatesi

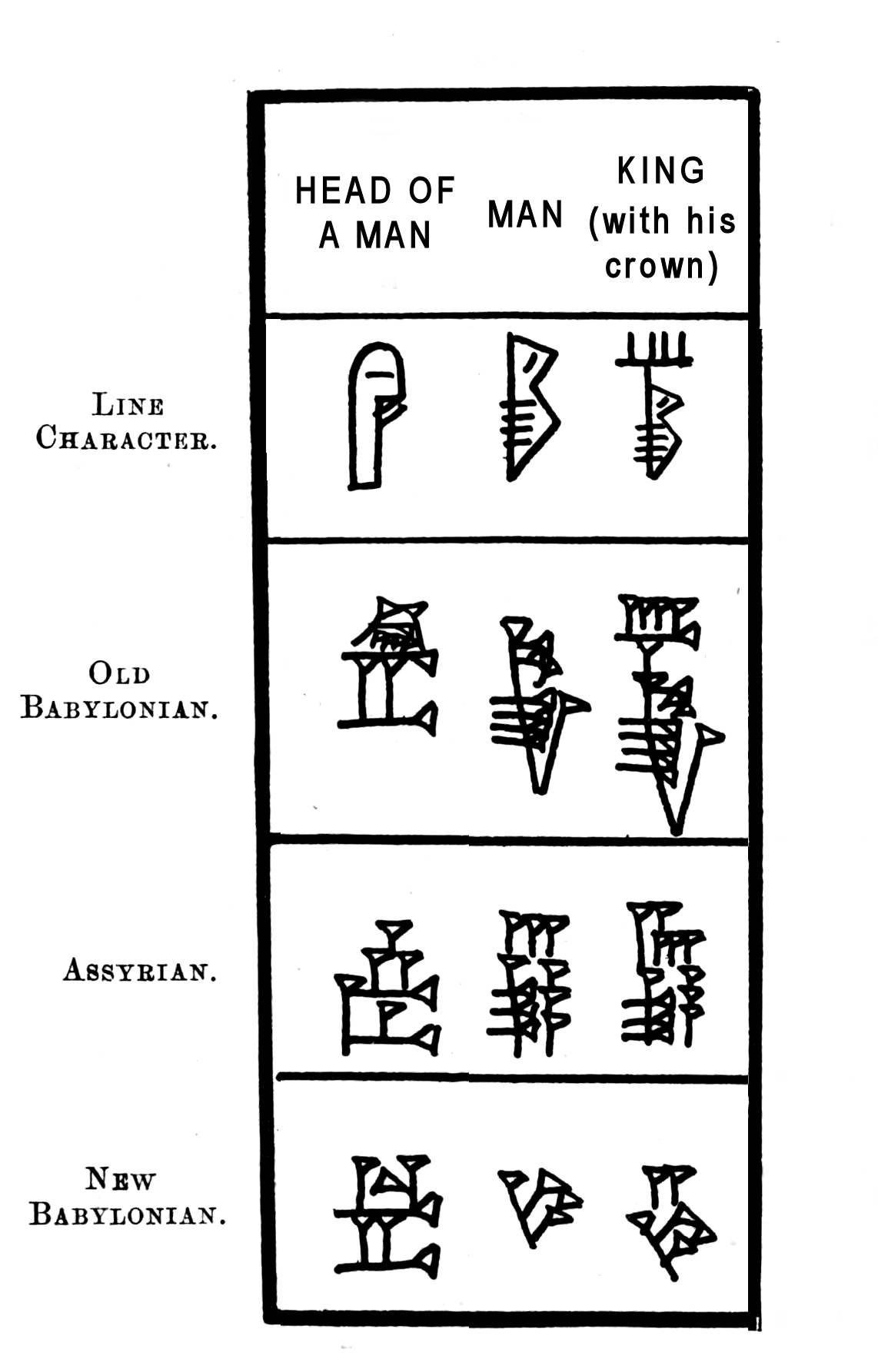
Evolução dos cuneiformes antropomórficos, Lugal aparece nas colunas certas.

Existem diferentes teorias sobre o significado do título lugal na Suméria do terceiro milênio a.C.. Alguns estudiosos acreditam que um governante de uma cidade-estado individual era geralmente chamado de patesi, e um governante que chefiava uma confederação ou domínio maior composto de várias cidades, talvez até mesmo de toda a Suméria, era um lugal. As funções de tal lugal incluiriam certas atividades cerimoniais e de culto, arbitragem em disputas de fronteira, defesa militar contra inimigos externos e, uma vez que o lugal tenha morrido, o filho mais velho deve assumir. Os patesis de Lagas às vezes se referia à divindade padroeira da cidade, Ninguirsu, como seu lugal ("mestre"). Tudo o que foi dito acima está ligado ao caráter possivelmente sacerdotal ou sacro dos títulos patesi e especialmente en (este último termo continuando a designar sacerdotes em tempos subsequentes).
Outros estudiosos consideram patesi, en e lugal como tendo sido meramente três designações locais para o soberano, aceitas respectivamente nas cidades-estados de Lagas, Uruque e Ur (bem como na maior parte do resto da Suméria), embora os vários termos possam ter expressado diferentes aspectos do conceito mesopotâmico de realeza. Presume-se que um lugal naquela época era "normalmente um jovem de qualidades notáveis de uma família rica de proprietários de terras". Thorkild Jacobsen teorizou que ele era originalmente um líder de guerra (eleito), em oposição aos (igualmente eleitos) en, que lidava com questões internas.
Entre os primeiros governantes cujas inscrições descrevê-los como lugals são Enmebaragesi e Mesilim em Quis, e Mescalandugue, Mesanepada e vários de seus sucessores a Ur. Pelo menos a partir da Terceira dinastia de Ur em diante, apenas lugal foi usado para designar um soberano contemporâneo na Suméria.

## Lugalnas Cartas de Amarna
O termo Lugal é usado extensivamente nas cartas de Amarna, para se dirigir a reis ou faraós, e em outros lugares ao falar sobre vários reis. Um endereço comum, na introdução de muitas cartas, dos vassalos que escreviam ao faraó era usar: Šàr-ri , (para šarrum); eles usaram Lugal + ri = Šàr-ri, (ou seja, Faraó, ou Rei do Antigo Egito). (Ri é um dos hieróglifos mais comumente usados, em muitos casos para o uso do "r").